# Dramatis personae
L'espressione latina dramatis personae (letteralmente: "maschere del dramma") indica l'elenco dei personaggi di un'opera drammatica. È ricalcata dalla corrispondente espressione greca τὰ τοῦ δράματος πρόσωπα ed era usata abitualmente nei testi teatrali fino al XVII secolo. In alcuni casi è stata usata anche da autori moderni, ad esempio da Gabriele D'Annunzio in La città morta.
Per estensione viene usata per indicare l'insieme delle persone che hanno avuto un ruolo principale in un evento.